# Trichomycterus areolatus
Trichomycterus areolatus é uma espécie de peixe da família Trichomycteridae. É endémica do Chile e cresce até um comprimento de 11,6 centímetros (4,6 pol.).